# Vlajka Ivanovské oblasti

Vlajka Ivanovské oblasti
Poměr stran: 2:3

Vlajka Ivanovské oblasti, jedné z oblastí Ruské federace, je tvořena listem o poměru stran 2:3 svisle rozdělený na dvě stejná pole, levé červené a pravé blankytně modré. List je v dolní části protnut třemi třemi stříbrnými, úzkými, vlnitými pruhy. Nad nimi je ve středu lícové strany znak Ivanovské oblasti.
Základní barvy vlajky opakují barvy a kov polí štítu znaku oblasti.

## Historie
Ivanovská oblast vznikla 11. března 1936. V sovětské éře oblast neužívala žádnou vlajku. 3. března 1998 přijalo Zákonodárné shromáždění Ivanovské oblasti zákon č. 18-oz „O vlajce Ivanovské oblasti”. 19. března zákon podepsal gubernátor Vladislav Nikolajevič Tichomirov. Zákon nabyl účinnosti 15. dubna 1998 publikováním ve Sbírce právních předpisů Ivanovské oblasti. Autory vlajky byli Arkadij Andrianovič Kornikov (profesor Ivanovske státní univerzity), Vjačeslav Pavlovič Terentěv (zástupce ředitele Státního archivu Ivanovské oblasti) a umělci Sergej Alexandrovič Prikazčikov a Andrej Ivanovič Žestarev.

## Vlajky rajónů a okruhů Ivanovské oblasti
Ivanovská oblast se člení na 6 městských okruhů a 21 rajónů. Všechny subjekty užívají vlastní vlajky.
Městské okruhy

Ivanovo Poměr stran: 2:3
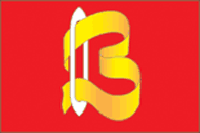
Vičuga Poměr stran: 2:3
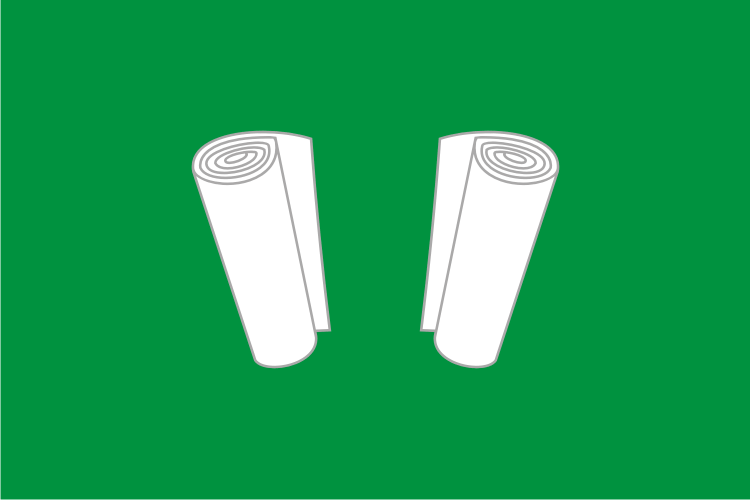
Kiněšma Poměr stran: 2:3
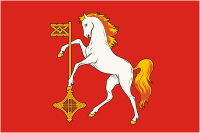
Kochma Poměr stran: 2:3
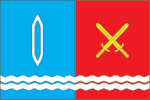
Tějkovo Poměr stran: 2:3
Šuja Poměr stran: 2:3

Rajóny

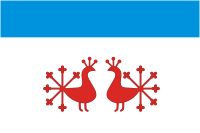
Verchnělanděchovský rajón Poměr stran: 2:3
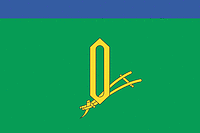
Vičugský rajón Poměr stran: 2:3
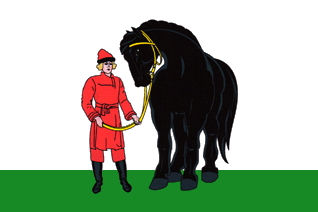
Gavrilivo-Posadský rajón Poměr stran: 2:3
Zavolžský rajón Poměr stran: 2:3
Ivanovský rajón Poměr stran: 2:3
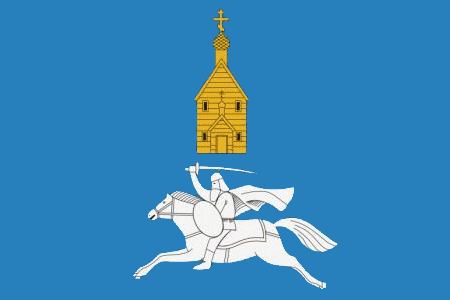
Ilinský rajón Poměr stran: 2:3
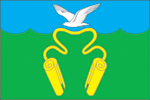
Kiněšemaký rajón Poměr stran: 2:3
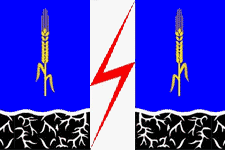
Komsomolský rajón Poměr stran: 2:3
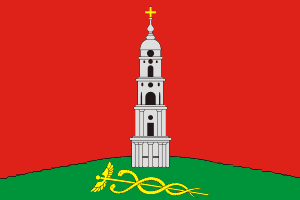
Ležněvský rajón Poměr stran: 2:3
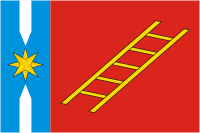
Luchský rajón Poměr stran: 2:3
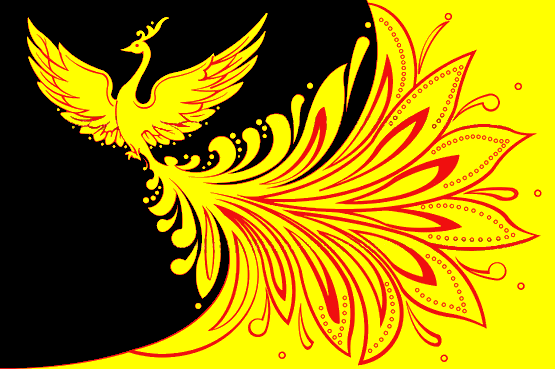
Palechský rajón Poměr stran: 2:3
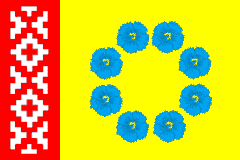
Pestjakovský rajón Poměr stran: 2:3
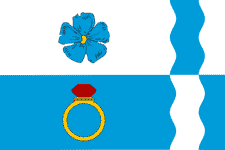
Privolžský rajón Poměr stran: 2:3
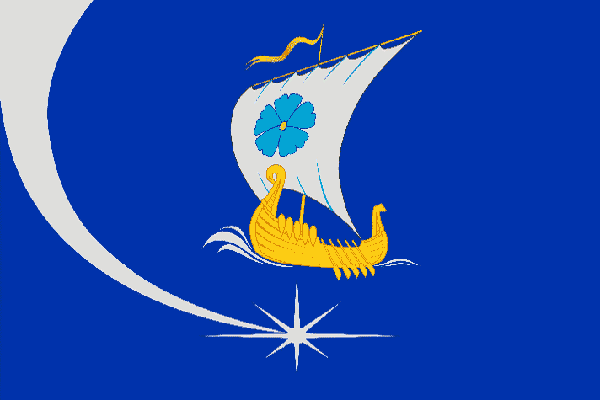
Pučežský rajón Poměr stran: 2:3
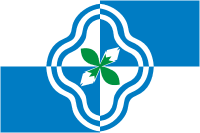
Rodnikovský rajón Poměr stran: 2:3
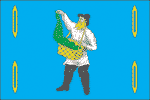
Savinský rajón Poměr stran: 2:3
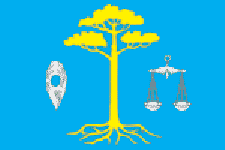
Tejkovský rajón Poměr stran: 2:3
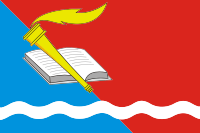
Furmanovský rajón Poměr stran: 2:3
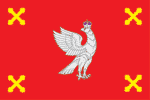
Šujský rajón Poměr stran: 2:3
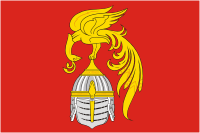
Južský rajón Poměr stran: 2:3
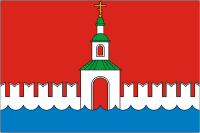
Jurjevecký rajón Poměr stran: 2:3